# Neolitsea villosa
Neolitsea villosa là loài thực vật có hoa trong họ Nguyệt quế. Loài này được (Blume) Merr. miêu tả khoa học đầu tiên năm 1909.